# Kim Kang-woo
Kim Kang-woo (hangeul: 김강우; Seul, 11 luglio 1978) è un attore sudcoreano. È noto per le sue interpretazioni nelle pellicole Sikgaek e Don-ui mat, e nel serial televisivo Siljong noir M.

## Filmografia

### Cinema
- Hae-anseon (해안선), regia di Kim Ki-duk (2002)
- Silmido (실미도), regia di Kang Woo-suk (2003)
- Ggotpineun bomi omyeon (꽃피는 봄이 오면), regia di Ryoo Jang-ha (2004)
- Tae-pung tae-yang (태풍태양), regia di Jeong Jae-eun (2005)
- Yasu-wa minyeo (야수와 미녀), regia di Lee Gae-byok (2005)
- Gyeongui-seon (경의선), regia di Park Heung-sik (2006)
- Sikgaek (식객), regia di Jeon Yun-su (2007)
- Gamyeon (가면), regia di Yang Yun-ho (2007)
- Sunjeong manhwa (순정만화), regia di Ryoo Jang-ha (2008)
- Marine Boy (마린보이), regia di Yoon Jong-seok (2009)
- Ogamdo (오감도), regia di Hur Jin-ho (2009)
- Hahaha (하하하), regia di Hong Sang-soo (2010)
- Mujeokja (무적자), regia di Song Hae-sung (2010)
- Inryu myeongmang bogoseo (인류멸망보고서), regia di Kim Jee-woon e Yim Pil-sung (2012)
- Don-ui mat (돈의 맛), regia di Im Sang-soo (2012)
- Gaiji keisatsu (外事警察), regia di Kentarō Horikirizono (2012)
- The Thieves (도둑들), regia di Choi Dong-hoon (2012)
- Ggeutgwa sijak (끝과 시작), regia di Min Kyu-dong (2013)
- Mr. Go (미스터 고), regia di Kim Yong-hwa (2013)
- Gyeolhonjeon-ya (결혼전야), regia di Hong Ji-young (2013)
- Wiheomhan somun (찌라시: 위험한 소문), regia di Kim Kwang-sik (2014)
- Cart (카트), regia di Boo Ji-young (2014)
- Gansin (간신), regia di Min Kyu-dong (2015)

### Televisione
- Naneun dalrinda (나는 달린다) – serial TV (2003)
- Seip Keullobeo (세잎클로버) – serial TV (2005)
- Bicheonmu (비천무) – serial TV (2008)
- Namja iyagi (남자이야기) – serial TV (2009)
- Hae-undae yeon-indeul (해운대 연인들) – serial TV (2012)
- Golden Cross (골든 크로스) – serial TV (2014)
- Siljong noir M (실종느와르 M) – serial TV (2015)
- Goodbye Mr. Black (굿바이 미스터) – serial TV (2016)